# Repeat – The Best of Jethro Tull – Vol II
| Críticas profissionais | Críticas profissionais |
| Avaliações da crítica  | Avaliações da crítica  |
| Fonte                  | Avaliação              |
| ---------------------- | ---------------------- |
| Allmusic               | 4 de 5 estrelas.       |

Repeat – The Best of Jethro Tull – Vol II é um coletânea da banda de rock britânica Jethro Tull lançada em 9 de setembro de 1977 pela Chrysalis Records.

## Faixas
1. "Minstrel in the Gallery" (versão editada) – 4:17
2. "Cross-Eyed Mary" – 4:11
3. "A New Day Yesterday" – 4:10
4. "Bourée" – 3:46
5. "Thick As a Brick (Edit #4)" – 3:27
6. "War Child" – 4:37
7. "A Passion Play (Edit #9)" – 3:33
8. "To Cry You a Song" – 6:14
9. "Too Old to Rock 'n' Roll: Too Young to Die" – 5:42
10. "Glory Row" (previously unreleased) – 3:33

## Créditos
- Ian Anderson – flauta, bandolim, violão, guitarra, saxofone, vocais, produção
- Martin Barre – violão, guitarra
- John Evan – acordeão, piano, sintetizador, piano-acordeão, órgão Hammond, teclado
- Glenn Cornick – baixo nas faixas 3, 4, 8
- Jeffrey Hammond – baixo nas faixas 1, 2, 5, 6, 7, 10
- John Glascock – baixo, vocais na faixa 9
- Clive Bunker – bateria e percussão, nas faixas 2, 3, 4, 8
- Barriemore Barlow – bateria e percussão nas faixas 1, 5, 6, 7, 9, 10
- David Palmer – arranjos, saxofone, sintetizador, teclados
- Maddy Prior – vocais de apoio na faixa 9